# ジェーン (映画)
『ジェーン』（原題: Jane Got a Gun）は、2016年のアメリカ合衆国の西部劇映画である。ギャヴィン・オコナーが監督を務め、ナタリー・ポートマンが主演を務めている。

## あらすじ
アメリカ西部で夫と娘とともに穏やかに暮らしていたジェーン。しかしある日、夫が撃たれ、逃げ帰って来たことでその平穏は奪われてしまう。相手は悪名高きビショップ一家。地の果てまで追い続け、全てを奪い去るビショップの恐ろしさを知るジェーンは、瀕死の夫と愛する娘を守るため、わらにもすがる思いから南北戦争の英雄でかつての恋人･ダンに助けを求める。迫る敵を前に、徐々に明らかになるそれぞれの過去、そして人生の真実。 運命に抗い、戦うことを決意したジェーン。彼女は今、愛のために銃を取るーー。

## キャスト
※括弧内は日本語吹替
- ジェーン・ハモンド - ナタリー・ポートマン（坂本真綾）
- ダン・フロスト - ジョエル・エドガートン（咲野俊介）
- ビル・“ハム”・ハモンド - ノア・エメリッヒ（北田理道）
- フィッチャム - ロドリゴ・サントロ（寺井智之）
- ヴィック・ビショップ - ボイド・ホルブルック（清水裕亮）
- ジョン・ビショップ - ユアン・マクレガー（森川智之）

## 製作
2012年、ナタリー・ポートマン主演、リン・ラムジー監督で本作が製作されると報じられた。当初はマイケル・ファスベンダーがダン・フロスト役を演じる予定であったが、『X-MEN:フューチャー&パスト』の撮影の遅延により、本作から降板した。ジョン・ビショップ役を演じる予定だったジョエル・エドガートンがダン・フロスト役を演じることになり、ジョン・ビショップ役にはジュード・ロウが起用された。
2013年3月18日に撮影の開始が予定されていたが、当日、リン・ラムジーの降板がキャストとスタッフに告げられた。この降板は、ラムジーとプロデューサーのスコット・スタインドーフとのあいだで意見が衝突したためだと報じられている。ラムジーと仕事することを望んでいたジュード・ロウも、本作から降板した。ラムジーに代わり、ギャヴィン・オコナーが本作の監督を務めることになった。
その後、ブラッドリー・クーパーがジョン・ビショップ役を演じると発表された。しかし、『アメリカン・ハッスル』の撮影の遅延により、クーパーも降板した。過去にナタリー・ポートマンと共演した経験をもつユアン・マクレガーが、ジョン・ビショップ役を演じることになった。

## 上映
2015年、アメリカ合衆国に先駆けて、フランスでのプレミア上映が予定されていた。しかし、パリ同時多発テロ事件の発生を受けて、11月14日に予定されていた記者会見と11月15日に予定されていたプレミア上映は中止することになった。2016年1月24日、パリでプレミア上映が行われた。同年1月29日、アメリカ合衆国で公開された。

## 評価
Metacriticでは、16件の批評家レヴューで平均値は49点だった。Rotten Tomatoesでは、67件の批評家レヴューで平均値は5点、支持率は40%だった。
『The Hollywood Reporter』のジョーダン・ミンツァーは、「本作で最も冒険的なのは、『四十挺の拳銃』や『ギャンブラー』、『トゥルー・グリット』といった例外を除き、大抵の場合において男性が支配する西部劇というジャンルで、女性を主人公に据えている点である」と述べた。